# .zix
A .zix fájltípus a WinZix program által létrehozott fájl.
A WinZix egy magát tömörítő programnak álcázó, valójában kémprogramot a gépünkre telepítő alkalmazás. A .zix fájlok önmagukban ártalmatlanok.
Léteznek alkalmazások, melyek nem tartalmaznak kémprogramot, és segítségükkel kinyerhető a .zix fájlokból a valós tartalom:
- UnZixHTA
- UnZixWin
- Unzix